# وارابي (سايتاما)
مدينة وارابي (بالإنجليزية: Warabi)‏ هي أحد المدن التابعة لمحافظة سايتاما. تأسست رسميًا في 01/04/1959. ويقدر عدد سكانها بـ 70410 نسمة حسب تقدير مكتب الإحصاء الياباني لعام 2012. تبلغ مساحة وارابي 5.1 كم2. بكثافة سكانية تبلغ 13806 نسمة/كم2.

## أعلام
- يانا توبوسو
- ساكيكو ماتسوي
- كوتارو سوزوكي
- تامون ماتشيدا